# تايلور شيشتر 12.182 (مخطوطة)

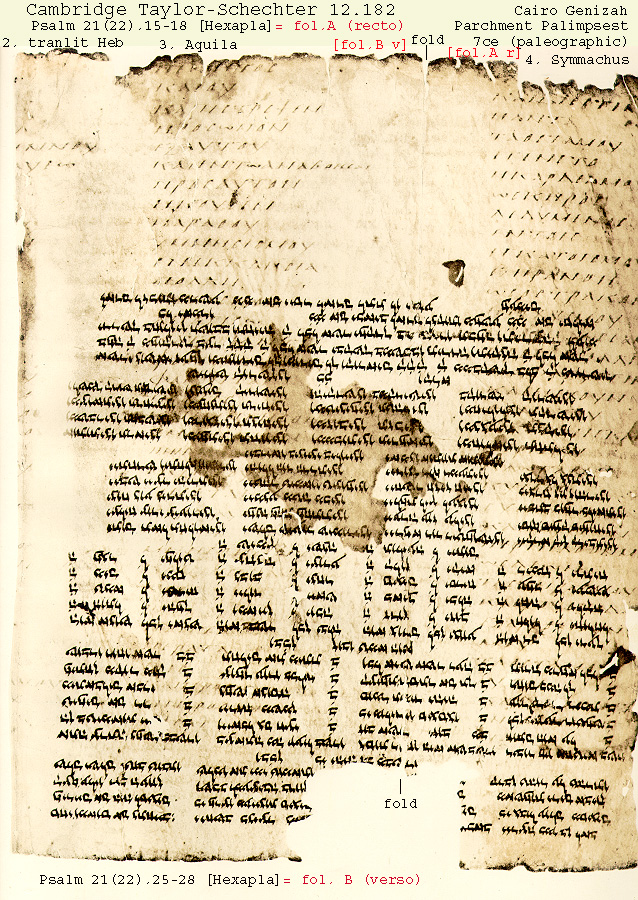
تايلور-شيشتر 12.182

مخطوطة تايلور شيشتر 12.182 (بالإنجليزية: TS 12.182 أو TM nr. 62326؛ وفي قاعدة بيانات لوفين للكتب: id: 3490 أو Rahlfs 2005) مخطوطة مكتوبة على رق في شكل سفر. وهي نسخة من عمل أوريجانوس المسمى هكسابلا [الإنجليزية]. يعود تاريخ المخطوطة إلى القرن السابع الميلادي، وهي أقدم مخطوطات الهكسابلا. العمل الأصلي كُتب قبل عام 240 ميلادي.

## التاريخ
تعود هذه القطع إلى مصر، وقد نشرها سي. تايلور في عمله مخطوطات جنيزة القاهرة العبرية اليونانية، كامبريدج، 1900، ص 112. 54–65.

## الموقع الفعلي
وهي محفوظة اليوم في مكتبة جامعة كامبريدج كجزء من مجموعة تايلور شيختر القاهرة جنيزة (مكتبة جامعة كامبريدج TS 12.182).

## طالع أيضًا
- مخطوطات السبعينية [الإنجليزية]
- مخطوطة أمبروزيانو [الإنجليزية]
- كتاب الهيكسابلا [الإنجليزية]